# فرکانس شبکه‌های برق

شکل موج (۲۳۰ ولت ۵۰ هرتز) و (۱۲۰ ولت ۶۰ هرتز) به عنوان تابعی از زمان.

فرکانس کاربردی (انگلیسی: Utility frequency) بسامد (فرکانس) نامی جریان متناوب تورین برقی است که از نیروگاه به مصرف‌کنندگان نهایی منتقل می‌شود. اغلب کشورهای جهان از بسامد ۵۰ هرتز استفاده می‌کنند اما در قاره آمریکا و بخشی از آسیا از بسامد ۶۰ هرتز استفاده می‌شود.
در سال ۱۸۹۱، مهندسان وستینگهاوس در پیتسبورگ ۶۰ هرتز را به عنوان فرکانس قدرت جدید خود انتخاب کردند. در همان سال، مهندسان AEG در برلین ۵۰ هرتز را به عنوان فرکانس قدرت جدید خود انتخاب کردند. اگرچه از سال ۱۸۹۱ اتفاقات زیادی افتاده‌است، اما این دو فرکانس اصلی‌ترین فرکانس‌های قدرت مورد استفاده در سراسر جهان هستند. بسیاری از مردم همچنان تحت تأثیر تصمیمات مربوط به استانداردهای فرکانس هستند که مدت‌ها پیش گرفته شده‌است. مسافران از اروپا به آمریکای شمالی اغلب لوازم شخصی را با خود به همراه می‌آورند که نیاز به یک آداپتور دارد تا بتواند دستگاه را با قدرت «خارجی» موجود در اینجا فعال کند. گاهی، مهندسان تجهیزات الکتریکی را که برای عملکرد در یک فرکانس طراحی شده‌اند، مجدداً روی سیستم قدرت که با فرکانس‌های مختلف کار می‌کند، مجدداً اعمال می‌کنند. در نتیجه این شرایط مشابه و مشابه، سوالاتی در مورد علت وجود دو فرکانس ایجاد می‌شود. آیا واقعاً داشتن دو فرکانس ضروری است؟ چرا همه نمی‌توانند فقط یک فرکانس را تغییر دهند و استفاده کنند؟ «بهترین» فرکانس کدام است؟ سوالات مربوط به فرکانس برق به صورت دوره ای ادامه پیدا می‌کند و سالهاست که چنین است. پاسخ به این سوالات همیشه آنطور که انتظار می‌رفت نیست. مردم گاهی از الگوی جغرافیایی توزیع دو فرکانس استاندارد متعجب می‌شوند. به‌طور خاص، چرا یک فرکانس تقریباً در برخی از مناطق جهان به‌طور استثنایی مورد استفاده قرار می‌گیرد، در حالی که دیگری در مناطق باقی مانده غالب است؟ این تحقیق گاهی این افراد را به مشکوک بودن به توطئه تولیدکنندگان برای کنترل بازارها یا دستکاری دیگر جهان به نفع خود سوق می‌دهد. به نظر می‌رسد مردم عاشق نظریه‌های توطئه هستند. افراد دیگر حدس می‌زنند که باید الگویی در محل کار وجود داشته باشد، الگویی که بر اساس عدد ۶۰ است. آنها معتقدند که ۶۰ ثانیه در یک دقیقه زمان و ۶۰ دقیقه تا یک ساعت وجود دارد. یا واحدهای زاویه ای شامل ۶۰ دقیقه قوس درجه و ۶۰ ثانیه تا دقیقه است، پس ۶۰ هرتز چطور؟ پس از همه، منطقی به نظر می‌رسد که ۶۰ هرتز به نوعی امتداد همان منطقی باشد که این واحدهای اندازه‌گیری دیگر را تولید کرده‌است. به ویژه واحدهای زمان، ۶۰ چرخه در ثانیه، ۶۰ ثانیه در دقیقه، ۶۰ دقیقه در ساعت به نظر می‌رسد چنین الگویی سازگار باشند، بیش از آنکه بتوان به‌طور تصادفی توضیح داد. با این حال، ذهن انسان در یافتن الگوها بسیار خوب است، حتی زمانی که الگویی وجود ندارد.
داستان فرکانس‌ها مدتها پیش گفته شد. چارلز اسکات و بنیامین لام از وستینگهاوس هر دو در اوایل قرن بیستم اسناد مستندی ارائه کردند.لام اطلاعات خود را در بحث مقاله قبلی دیوید رزمور پیش نمایش کرد. این نویسندگان توجه خود را به تحولات آمریکای شمالی محدود کردند. برخی از روایات نیز تا به امروز زنده مانده‌اند. این روایت‌ها در قالب افسانه و داستان هستند. روزی روزگاری، بحث غیررسمی بین مهندسین قدیمی و مهندسین جدید یک روش رایج برای کسانی بود که به این حرفه وارد می‌شدند تا از پیشینه و عملکرد کار مهندسی مطلع شوند. با این حال، مانند برگهای پاییز در بهار، آن داستانهای قدیمی عمدتاً از بین رفته و فراموش شده‌اند. اکنون هر شخصی که مایل به بررسی شرایط پیرامون پذیرش ۵۰ یا ۶۰ هرتز است باید به اسناد به عنوان منابع اصلی اطلاعات تکیه کند. پروفسور هارولد بیبر از کالج یونیون یکبار چند نکته عمومی مختصر در این زمینه ارائه کرد. این رویداد چهل و سومین سخنرانی یادبود اشتاینمتز در سال ۱۹۷۲ بود. اشتاین متز با جنرال الکتریک کار می‌کرد؛ بنابراین او یکی از رقیبان کسانی بود که در وستینگهاوس تصمیم‌گیری می‌کردند و ۵۰ و ۶۰ هرتز تصمیم می‌گرفت. اگرچه یک رقیب بود، خصوصیات شخصی او، از جمله بصیرت و رهبری، برای او احترام قائل شد. در طول سخنرانی، در حالی که بیبر مشارکت اشتاین مچ در استانداردهای فنی را بازگو می‌کرد، او داستان فرکانس‌ها را به‌طور مختصر تکرار کرد. به گفته وی، «انتخاب بین ۵۰ تا ۶۰ هرتز بود و هر دو به یک اندازه با نیازها مناسب بودند. وقتی همه عوامل در نظر گرفته شد، هیچ دلیل قانع کننده ای برای انتخاب فرکانس وجود نداشت. سرانجام، تصمیم به استانداردسازی روی ۶۰ هرتز گرفته شد زیرا به نظر می‌رسید احتمال ایجاد سوسو زدن نور کمتری وجود دارد.»
از آنجا که هیچ‌یک از طرفین در حال حاضر زنده نیستند، نمی‌توان از آنها خواست اظهارات خود را روشن کنند. هنگام ارزیابی شایستگی ادعاهای متناقض مختلف، مورخان معمولاً بر حسابهای نوشتاری معاصر که توسط مدیران مطرح شده‌است، اهمیت بیشتری می‌دهند. بر این اساس به نظر می‌رسد که گزارش لام معتبرتر است. با این حال، توضیحات پروفسور بیبر صحیح تر است، اگرچه مواردی وجود داشته‌است که حتی من نیز به آن شک داشتم. دو شواهد از توضیح سوسو زدن نور پشتیبانی می‌کنند، هر دو به استیلول، مدیر در وستینگهاوس. اولین مورد یک مقاله مختصر است که قبل از شروع قرن ۱۹ در مجله IEE منتشر شده‌است. مورد دوم نامه ای از آرشیو مرکز تاریخ وستینگهاوس در پیتزبورگ است. هر دو روایت دست اول استیلول، یکی از مدیران اصلی است، و بیان می‌کند که سوسو زدن نور تعیین‌کننده است.

## دوره آزمایشی (۱۸۲۱ تا ۱۸۸۰)
الکترونیک از سال ۱۸۲۱ در حال توسعه است، هنگامی که فارادی نشان داد که یک سوزن قطب‌نما با جریان جاری در یک هادی الکتریکی مجاور منحرف می‌شود. سالهای بین ۱۸۲۰ تا ۱۸۷۵ یک دوره آزمایشی بود که در آن مخترعان آزمایشهای عمومی روی پدیده‌های جالب را انجام دادند. اگرچه AC در این دوره مورد استفاده قرار گرفت، فرکانس آن به سختی تشخیص داده شد.
در ۱۸۳۱، فارادی اصل القای الکترومغناطیسی را نشان داد، جایی که جریان جریان در یک رسانا می‌تواند جریان جریان را در یک هادی مجاور با نیروهای الکترومغناطیسی القا کند. این پدیده مستقیماً به استفاده از AC منجر می‌شود، زیرا پیوندهای شار مغناطیسی باید دائماً در مدار متصل تغییر کنند تا هرگونه اثر الکتریکی پایدار ایجاد شود.
در سال ۱۸۳۲، H. Pixii کموتاتور لوله ای را برای عملکرد ژنراتور توسعه داد. کموتاتور وی زمینه را برای برنامه‌های DC باز کرد، که پس از پیشرفتهای بیشتر الکتریکی در خط مقدم قرار گرفت. برخی از مردم می‌گویند که کموتاتور Pixii چند سالی است که فناوری را هک می‌کند و به DC اجازه می‌دهد رهبری اولیه را بر عهده بگیرد و توسعه AC را به تعویق اندازد تا زمانی که تسلا و فراری مفهوم جریان چند فازی را آشکار کردند. این ادعا درست نیست زیرا AC در فاصله بین سالهای ۱۸۳۰ تا ۱۸۸۵ به توسعه خود ادامه داد. با این حال، توسعه بیشتر به شدت عقب ماند زیرا نظریه‌های الکتریکی آن زمان اغلب بر اساس قیاس هیدرولیکی بود. تصور این که IC می‌تواند کار مفیدی را انجام دهد که «باعث ریزش آب در لوله به جلو و عقب می‌شود» دشوار بود. نظرات ساده لوحانه دیگری در آن دوران وجود داشت که از نظر استانداردهای مدرن به همان اندازه وحشتناک است. AC با بی‌اعتمادی روبرو شد تا زمانی که مهندسان، مانند Steinmetz , Kennelly , Lamme و دیگران، زیرساخت‌های مفهومی را فراهم کردند که به کاربردهای عملی اجازه می‌داد.
با این حال، چند مشکل در راه وجود داشت. جریان مستقیم DC در تمام برنامه‌های آینده وجود نداشت و AC برای دور زدن مشکلات DC استفاده می‌شد. دستگاه Alliance اولین دستگاهی بود که برق AC را برای برنامه‌های تجاری تأمین کرد. در سال ۱۸۴۹، نولت، پروفسور فیزیک در مدرسه نظامی بروکسل، ماشینهای قبلی توسط Pixii و Clark را گرفت و تعداد سیم پیچ‌ها را برای دستیابی به جریان قوی تر افزایش داد. (پروفسور نولت ژان آنتوان نولت نیست، معاصر بنجامین فرانکلین.) سرانجام، پروفسور نولت ۱۶ حلقه را روی یک دیسک قرار داد که بین بازوهای هشت آهن‌ربا می‌چرخد و چندین دیسک را روی یک قرار می‌دهد. محور، او ماشین Alliance را ایجاد کرد. متأسفانه جرقه زنی بیش از حد جرقه زد و برای به دست آوردن عملکرد طولانی مدت لازم بود آن را با حلقه‌های لغزنده جایگزین کنید. توجه به نور الکتریکی برای روشنایی کشتی‌ها و فانوس دریاها معطوف شد. اولین کاربرد چنین AC در فانوس دریایی واقع در La Heve، فرانسه، در سال ۱۸۶۳ بود. از حلقه‌های لغزش استفاده شد و AC تولید شد زیرا آنها نمی‌دانستند چگونه از جرقه کموتاتور و فرسودگی بیش از حد جلوگیری کنند. ماشینهای Alliance دارای ۱۶ قطب بودند و در ۴۰۰ دور در دقیقه چرخیدند و بدین ترتیب AC با فرکانس اسمی ۵۳ هرتز تولید کردند. پتانسیل الکتریکی برابر با ۲۲۶ سلول Bunsen معادل ۴۳۰ ولت گزارش شده‌است.
در این دوره اولیه، این مخترعان نه تنها به دلیل محدودیت درک، بلکه همچنین به دلیل عدم وجود نامگذاری استاندارد، به شدت مانع شده بودند. فرکانس چندان مهم تلقی نمی‌شود. در نتیجه، امروز که ما گزارش آنها را می‌خوانیم، پیگیری گفتمان آنها و درک نتایج آنها دشوار است. آنها در مورد هرتز صحبت نکردند، مانند امروز ما، و حتی C.P.S. (چرخه در ثانیه)، مانند قبل از ۱۹۶۸، زمانی که IEEE نام را تغییر داد. آنها در مورد آلسرناریون‌ها، تناوب کامل، چرخش‌ها و دوره ای صحبت کردند. ارجاع به «دینام نوع زیمنس که در ۱۰۰۰ پیچ کار می‌کند و ۱۶۰۰۰ آلترناتیو تولید می‌کند» به معنای یک ژنراتور ۱۶ قطبی است که با سرعت ۱۰۰۰ دور در دقیقه کار می‌کند و خروجی الکتریکی ۸۰۰۰ دور در دقیقه (۱۳۳ هرتز) تولید می‌کند. اصطلاح متناوب اغلب فقط به معنای نیم چرخه بود، اما همیشه نمی‌توانید مطمئن باشید. این ارجاع به دینام نوع زیمنس بود که توسط ویلیام استنلی در سال ۱۸۸۶ برای نشان دادن سیستم توزیع جریان متناوب در گریت بارینگتون، ماساچوست استفاده شد. برای اطمینان از فرکانسی که در حال استفاده است، لازم است برای محاسبه، با استفاده از تعداد قطب‌های مغناطیسی و سرعت کار تعیین می‌شود. دستگاه Alliance در La Heve دارای ۱۶ بابین (قطب) روی هر دیسک روتور بود و در ۴۰۰ دور کار می‌کرد.
کاربردهای دیگری از برق AC برای روشنایی وجود داشت. یکی از آنها شمع‌های Jablochkoff بود که در پاریس برای روشنایی در ۱۸۷۶ استفاده شد. برای به دست آوردن میزان برابر مصرف الکترود، آنها از برق AC از ژنراتور AC Grammes استفاده کردند.

## دوره نور (۱۸۸۰ تا ۱۸۹۰)
معمولاً دوره نور در سال ۱۸۸۲ با ایستگاه خیابان مروارید ادیسون آغاز شده‌است. در سال ۱۸۸۴، دکتر هاپکینسون انتقال توان الکتریکی AC را در فاصله‌های کوتاه نشان داد و گیبس و گولارد ترانسفورماتورهای خود را در نمایشگاه تورین به نمایش گذاشتند. در همین حال، Zipernowski , Deri و Blathy در Ganz و Company نیز در حال توسعه ترانسفورماتورهای خود بودند، در سال ۱۸۸۶، Galileo Ferraris آزمایش‌های عمومی را با پلی فاز انجام می‌داد و ویلیام استنلی سیستم توزیع AC تک فاز خود را برای روشنایی نشان داد. بسط آثار قبلی Gibbs & Goulard و Zipernowski et al. aL در Gam and Company.
در سیستم تظاهرات خود در Great Barrington، استنلی از یک دینام نوع زیمنس استفاده کرد که توسط وستینگهاوس از گیبز و گولارد در انگلستان تهیه شده بود. دینام دارای ۱۶ قطب بود و به‌طور اسمی در ۱۰۰۰ دور در دقیقه کار می‌کرد، بنابراین ۱۱۳ هرتز. این آغاز دوران فرکانس بالا در آمریکای شمالی بود. وستینگهاوس از استنلی در گریت بارینگتون پیروی کرد و از فرکانس استاندارد ۱۳۳ هرتز استفاده کرد. در حالی که T-H (Thomson-Houston) در لین، ماساچوست، به سمت استفاده از ۱۲۵ هرتز گرایش داشت و Fort Wayne Jenny Electric از ۱۴۰ هرتز به عنوان فرکانس‌های استاندارد مربوط استفاده می‌کرد. هیچ فرکانس بالایی برای همه استفاده نشد، اما لام از عبارت «تقریباً ۱۳۰ هرتز» برای شناسایی گروه گروه استفاده کرد).
در همان زمان، در اروپا روند استفاده از فرکانس‌های بسیار پایین‌تر بود. در سال ۱۸۸۹، Ganz و Company از ۴۲ هرتز و Dobrowolsky در AEG از ۳۰ هرتز استفاده کردند. AEG & Oerlikon در سال ۱۸۹۰ برای سیستم انتقال فرانکفورت-لافن از ۴۰ هرتز استفاده کردند. در سال ۱۸۹۱، AEG فرکانس استاندارد خود را به ۵۰ هرتز رساند. این کار برای جلوگیری از هر گونه سوسو زدن نور انجام شده‌است، همان‌طور که از فرکانس ۴۰ هرتز استفاده شده در سیستم فرانکفورت لادن یادگرفته است. داستان ما از آنجا شروع شد.

## دوره قدرت و نور (۱۸۹۰–۱۹۲۵)
در سال ۱۸۹۰، مهندسان در وستینگهاوس تشخیص دادند که استفاده از فرکانس بالا مانع توسعه موتور القایی آنها می‌شود. این دلیل اصلی تغییر آنها به ۶۰ هرتز بود.
در GE، ۱۸۹۳ بود قبل از اینکه آنها نیاز به فرکانس کمتر را درک کنند. هنری جی ریست و و.ج. فاستر کار خود را توسط دنیلسون در سال ۱۸۹۰ ادامه دادند. هنگامی که اشتاینمتز در ژانویه ۱۸۹۳ به T-H آمد، کار روی سیستم سه فاز به خوبی در حال انجام بود. چند هفته پس از انتقال از آیشمایر به T-H، اشتاینمتز خود را در هارتفورد، کانن یافت. مشکلی در تجهیزات فروخته شده به هارتفورد الکتریک باعث فرار همه شد. اشتاین متز توانست علت را به عنوان یک سری خطوط انتقال تشخیص دهد، که توسط هارمونیک‌های قدرت ۱۲۵ هرتز استفاده شده برانگیخته شده‌است. راه حل پیشنهادی وی کاهش فرکانس سیستم به نصف مقدار اولیه آن بود. این مقدار ۶۲٫۵ هرتز بود، بسیار نزدیک به استاندارد ۶۰ ~ z وستینگهاوس. با در نظر گرفتن بیشتر، GE تصمیم گرفت از ۵۰ هرتز استفاده کند، همان چیزی که توسط AEG وابسته به اروپا استفاده می‌شد. بعداً در سال ۱۸۹۳، هنگامی که میل کریک در کالیفرنیا راه اندازی شد، با ۵۰ هرتز کار می‌کرد، فرکانس استاندارد GE جدید برای برنامه‌های قدرت. یک سال بعد، GE در فروش تجهیزات AC پشت وستینگهاوس عقب ماند و بار دیگر تغییر کرد، این بار به ۶۰ هرتز. ریست تا دهه ۱۹۲۰ به حمایت از ۵۰ هرتز ادامه داد.

## دوره سیستم‌های بهم پیوسته (۱۹۲۵ تا ۱۹۹۰)
نصب Mill Creek بخش زیادی از کالیفرنیای جنوبی را در مسیری ۵۰ هرتز قرار داد که تا بعد از جنگ جهانی دوم بدون تغییر باقی ماند. تغییر کارکرد بر روی تمام تجهیزات نصب شده ۵۰ هرتز کار آسانی نبود و در the O-HZ جدید کار می‌کرد. فرکانس. ادیسون کالیفرنیای جنوبی در سال ۱۹۲۵ برنامه‌ریزی برای ساخت نسخه جدید را آغاز کرد. این کار تا سال ۱۹۴۸ به پایان نرسید. انگلستان نیز در تبدیل شبکه‌های محلی خود به فرکانس یکنواخت ۵۰ هرتز دچار مشکل شد. این امر برای اجازه اتصال شبکه‌های خودگردان محلی به شبکه ملی ضروری بود. در دوره ۱۹۲۴–۱۹۲۷، کمیته ویر مسئله را مورد بررسی قرار داد و ۵۰ هرتز را بعنوان استاندارد فرکانس استاندارد CO که توسط هیئت مدیره جدید برق مرکزی استفاده می‌شود ، انتخاب کرد. کار بر روی تبدیل تا سال ۱۹۳۸ با هزینه ۱۷٫۳ میلیون پوند به پایان نرسید.
ژاپن نتیجه متفاوتی را تجربه کرد. کشور آنها به دو منطقه تقسیم شد که هر کدام دارای فرکانس استاندارد متفاوتی بودند. IC در سال ۱۸۸۹ آغاز شد، زمانی که دو مهندس ژاپنی یوکوهاما را برای تور آمریکای شمالی به منظور جستجوی فناوری برق ترک کردند. آنها به دنبال ایده‌هایی برای توسعه پروژه Keage Canal بودند. آنها با اطلاعات و تماس‌های لازم به خانه بازگشتند تا آنها را تشویق به استفاده از برق کند. ژنراتور آنها توسط SKC (Stanley-Kelly-Chesney) در پیتسفیلد، ماساچوست ساخته شد. SKC توسط ویلیام استنلی تشکیل شد، زیرا وی در سال ۱۸۸۹ وستینگ هاوس را ترک کرد. فرکانس آنها ۱۳۳ هرتز بود، فرکانس استانداردی که ویلیام استنلی مدتها بعد از شب از آن حمایت می‌کرد. - رایون دیگر متوجه شد که برای برنامه‌های قدرتمند بسیار زیاد است. در سال ۱۸۹۵، AEG یک ژنراتور ۵۰ هرتز را به شرکت برق در توکیو فروخت و نیمی از ژاپن در مسیر ۵۰ هرتز خالص شد. کمی بیشتر از یک سال بعد، GE یک ژنراتور ۶۰ هرتز را به شرکت برق در اوزاکا فروخت و نیمه غربی ژاپن در مسیر ۶۰ هرتز قرار گرفت.

## جمع‌بندی
مهندسان همیشه و در هر شرایطی از بهترین فرکانس برای مقصود خود استفاده کرده‌اند. از زمان انتخاب ۵۰ و ۶۰ هرتز در ۱۸۹۱، تغییرات عمده ای در جزئیات چندین بار در ۱۰۰ سال اتفاق افتاده‌است. استاندارد فرکانس قدرت فقط در دوران مدرن وضع شده‌است. فرکانس‌های استاندارد بسیار زیادی وجود داشت، حتی در ۲۰ سال پیش. نتیجه با شرایط عملیاتی در این زمینه تعیین شد، نه بهره‌برداری از سیستم‌های خاص برای محدود کردن رقابت. تلاش مهندسان برای غلبه بر عیوب و عدم مبارزه با یکدیگر بود.